# Football Club Crotone 2015-2016
Questa voce raccoglie le informazioni riguardanti del Football Club Crotone nelle competizioni ufficiali della stagione 2015-2016.

## Stagione

### Precampionato e calciomercato
La stagione 2015-2016 è stata per il Crotone la 12ª partecipazione alla seconda serie del Campionato italiano di calcio, la settima consecutiva, la prima per la formazione primavera al Torneo di Viareggio. I Pitagorici vengono dal 17º posto della stagione precedente, che ha garantito al Crotone la permanenza in Serie B.
Dopo l'addio di Massimo Drago, che si trasferisce al Cesena, il 9 giugno 2015 ritorna da allenatore Ivan Jurić (già giocatore dal 2001 al 2006 con 148 gare e 10 reti, firmando un contratto biennale.
La squadra ha sostenuto il ritiro precampionato dall'11 luglio al 7 agosto in località Camigliatello Silano, nel comune di Spezzano della Sila.
Il mercato estivo dei calabresi inizia con la conferma di alcuni giocatori importanti che hanno conquistato la salvezza nella stagione precedente: il difensore Claiton, che diventa capitano in questa stagione dopo il ritiro di Antonio Galardo, il terzino sinistro Bruno Martella, il difensore centrale Michele Cremonesi, il centrocampista Davide Leto e l'attaccante Pietro De Giorgio. Altri giocatori, che avevano militato in prestito nel Crotone la passata stagione, fanno ritorno: il portiere Alex Cordaz, in prestito dal Parma, viene acquistato a titolo definitivo dopo il fallimento dei ducali; il difensore Mihai Bălașa e l'attaccante Federico Ricci vengono nuovamente ceduti a titolo temporaneo dalla Roma, ed infine l'attaccante rumeno Adrian Stoian, che viene riconfermato dopo l'arrivo a gennaio scorso dal Bari. Salutano la Calabria altri importanti giocatori come lo storico capitano Antonio Galardo, ritiratosi dal calcio in estate, il portiere Emanuele Concetti (approda a titolo definitivo alla Vigor Lamezia), i centrocampisti Raffaele Maiello, viene acquistato dal Napoli per 1,5 milioni di euro, ed Jacopo Dezi (che viene riscattato interamente dal club partenopeo) e l'attaccante Camillo Ciano, autore di 17 gol nella stagione 2014-2015, si trasferisce al Cesena.
Sul fronte delle entrate, ci sono diversi movimenti, arriva in prestito il centrocampista Alessio Sabbione dal Carpi, con cui aveva vinto il titolo la scorsa stagione; ritornano in rossoblù Matteo Paro (già al Crotone nel 2004-2005 e che ritrova il tecnico Juric dopo l'esperienza al Mantova) e l'attaccante Giuseppe Torromino, al Crotone nel biennio 2012-2014, fa ritorno dopo il prestito al Grosseto; arrivano i giovani Eloge Yao (in prestito dall'Inter), Andrea Barberis, svincolato dopo il fallimento del Varese, Leonardo Capezzi, in prestito dalla Fiorentina e l'attaccante Mamadou Tounkara, a titolo temporaneo dalla Lazio, l'ultimo giorno di mercato i calabresi rinforzano ulteriormente il parco attaccanti con l'arrivo del croato Ante Budimir, in prestito dal St. Pauli.
Il 16 ottobre 2015 i calabresi acquistano a titolo definitivo l'uruguaiano Juan Ignacio Delgado, attaccante classe 1994 proveniente dal Fénix, che firma un contratto fino al 30 giugno 2016.. Proviene dal Cienciano, prima divisione calcistica del Perù, dove ha giocato quattro partite. Il suo nome, però, è legato alla massima divisione uruguaiana, al Cerro. Cresce nelle file del Fenix prima di approdare al Cerro. Il 10 novembre 2015 i crotonesi comunicano di avere acquisito a titolo definitivo il diritto alle prestazioni sportive del calciatore Raffaele Palladino, senza squadra da quasi cinque mesi, dopo il fallimento del Parma. L'attaccante napoletano classe 1984, ex Juventus e Genoa, firma un contratto di un anno con opzione per il secondo.
Il calciomercato invernale per i crotonese, prevede gli innesti in entrata di tre giocatori per reparto: il giovane difensore spagnolo Pol García, arrivato in prestito dalla Juventus e che ha disputato la prima parte di stagione al Como; il secondo rinforzo è in centrocampo con l'arrivo di Nicolò Fazzi, giovane centrocampista arrivato a titolo temporaneo dalla Virtus Entella; per ultimo è arrivato a titolo definitivo l'esperto attaccante Nunzio Di Roberto, che ha militato con la Pro Vercelli. In uscita, lasciano Crotone tre giocatori che non hanno trovato molto spazio: il giovane difensore Luca Bruno, arrivato in estate in Calabria, va in prestito a L'Aquila; l'attaccante Mamadou Tounkara ritorna per fine prestito alla Lazio, detentrice del cartellino, che lo gira nuovamente a titolo temporaneo alla Salernitana; mentre l'attaccante Marco Firenze si trasferisce a titolo temporaneo al Catanzaro, in Lega Pro.

### Coppa Italia e Campionato
Per i Pitagorici il debutto ufficiale nella nuova stagione avviene il 9 agosto, nella gara interna contro il FeralpiSalò, valida per il secondo turno eliminatorio della Coppa Italia 2015-2016, terminata 1-0 per i rossoblù con la rete di De Giorgio. La gara inoltre è stata l'ultima per Antonio Galardo, recordman di presenze nella storia dei calabresi, che aveva annunciato il suo addio al calcio giocato già a luglio. I calabresi, cinque giorni dopo, passano anche il terzo turno vincendo allo stadio Ezio Scida per 1-0 contro la Ternana, con gol di Claiton nel primo tempo.

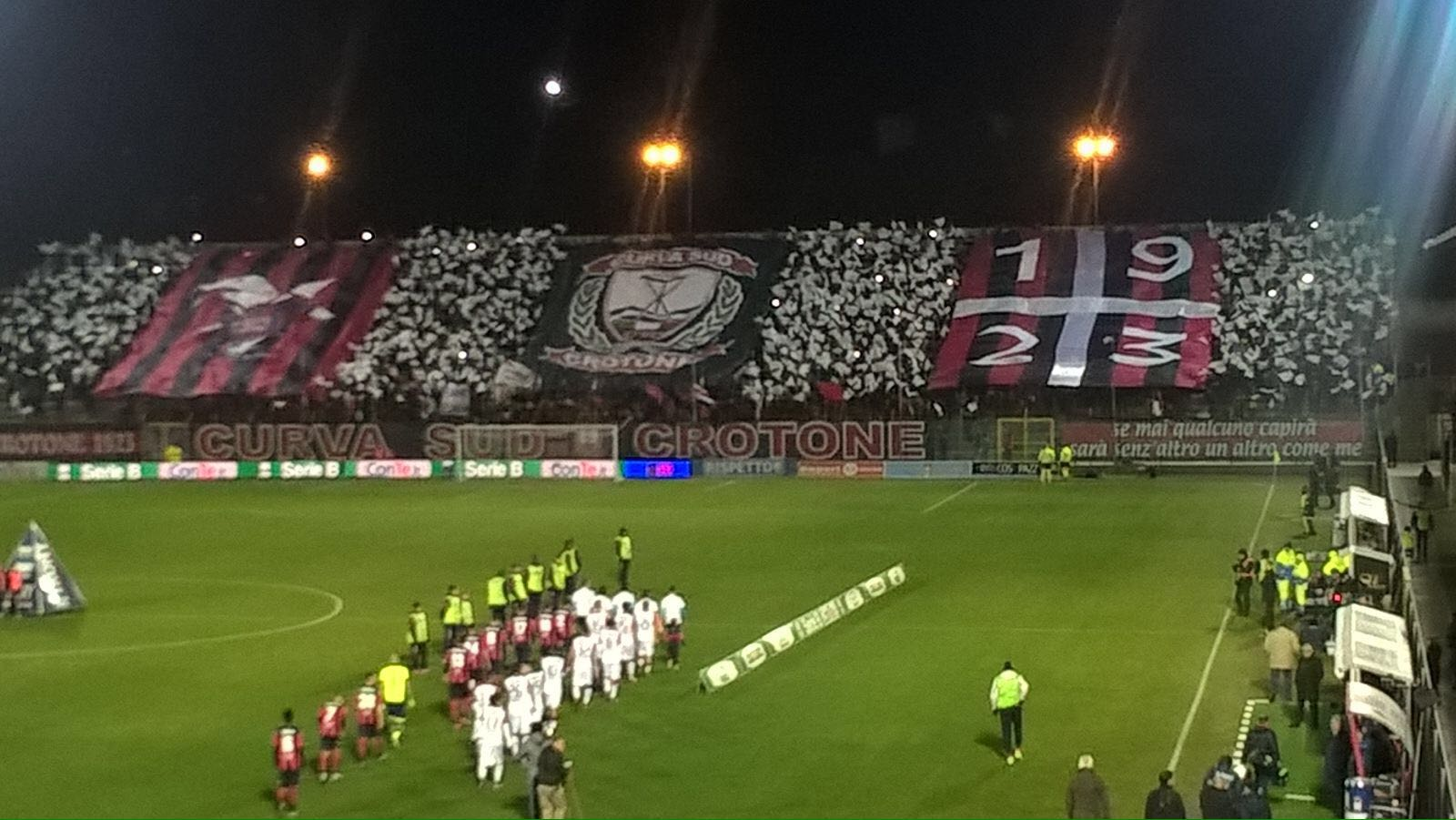
Coreografia durante Crotone-Cagliari: prima giornata di ritorno della Serie B 2015-2016.

Il debutto in campionato avviene il 7 settembre in trasferta contro il Cagliari, fresco di retrocessione. Allo stadio Sant'Elia, i calabresi escono pesantemente sconfitti, venendo travolti dai sardi con il risultato di 4-0. La prima vittoria arriva invece alla seconda giornata per 2-1 contro il Novara con reti di Torromino e Budimir, al primo gol in rossoblù, nella gara giocata il 12 settembre allo stadio Scida. All'8ª giornata di campionato, in seguito alla vittoria casalinga per 3-0 contro il Livorno, il Crotone raggiunge la vetta in solitaria della classifica del campionato cadetto, per la prima volta nella sua storia e che sarà riconquistata al termine della sedicesima giornata e conservata per tre giornate.
Nel 4º turno di Coppa, che si gioca il 1º dicembre, il Crotone incontra per la prima volta nella sua storia il Milan: nel match disputato a San Siro, con 5.000 tifosi rossoblu al seguito, la partita finisce 1-1 nei tempi regolamentari dopo il gol del pareggio di Budimir, e 3-1 al termine dei supplementari.
Nonostante la vittoria esterna per 2-1 contro la Virtus Entella alla 21ª giornata, i rossoblù chiudono il girone d'andata comunque al secondo posto a quota 45 punti, si tratta di un record per la squadra calabrese, ad un solo punto dalla capolista Cagliari e con un considerevole vantaggio sulla zona play-off (ben sette punti).. Inoltre viene stabilito un nuovo record di vittorie in Serie B nel girone di andata per il club crotonese, 13. Complessivamente nel 2015 il Crotone è la squadra che ha totalizzato più punti nell'arco di un anno solare nella serie B degli anni duemiladieci, stabilendo il record di 72 punti. Nel 2016, il girone di ritorno si apre con la vittoria per 3-1 proprio contro il Cagliari, regalando nuovamente la vetta solitaria della classifica ai Pitagorici.
Nel mese di febbraio la DDA di Catanzaro apre un'inchiesta sulla presunta vicinanza del patron Vrenna all'omonimo clan mafioso del crotonese.
Il 29 aprile, dopo il pareggio esterno 1-1 contro il Modena, il Crotone conquista il punto necessario per festeggiare la sua prima storica promozione in Serie A. Il grande traguardo è stato raggiunto, dopo 93 anni di storia del Crotone, con tre giornate d'anticipo e 78 punti. Si tratta della terza squadra calabrese a raggiungere la massima serie, dopo la promozione del Catanzaro, conquistata nella stagione 1970-1971 e della Reggina, avvenuta nella stagione 1998-1999.
I calabresi concludono la stagione con la vittoria casalinga per 1-0 contro l'Entella, conquistando il secondo posto finale con 82 punti, uno in meno della capolista Cagliari.
Gli 82 punti in classifica sono frutto di 23 vittorie, secondo maggior numero di vittorie e record per il club, 8 pareggi e 6 sconfitte, record stagionale e del club. Inoltre i Pitagorici sono stati la seconda miglior difesa del torneo (36 reti subite) ed il quarto migliore attacco, 61 reti realizzate.

## Organigramma societario
Organigramma societario tratto dal sito ufficiale.
Area direttiva
- Presidente: Raffaele Vrenna
- Vicepresidente: Salvatore Gualtieri
- Amministratore delegato: Giovanni Vrenna
- Consiglieri: Pier Paolo Gualtieri, Raffaele Marino
- Direttore generale: Emanuele Roberto

Area tecnica
- Allenatore: Ivan Jurić
- Allenatore in seconda: Stjepan Ostojić
- Preparatore dei portieri: Antonio Macrì
- Direttore sportivo: Beppe Ursino
- Collaboratori tecnici: Ivan Moschella, Alberto Corradi

Area sanitaria
- Responsabile sanitario: Francesco Polimeno
- Medici sociali: Loris Broccolo, Francesco Villirillo
- Preparatore atletico: Domenico Borelli
- Osteopata: Rocco Massara
- Fisioterapisti: Pietro Cistaro, Armando Cistaro

## Divise e sponsor
A partire dalla stagione 2015-2016, per due stagioni, il main sponsor della squadra è Metal Carpenteria. Il cosponsor, posto sul retro delle maglie è V&V Group, già top sponsor nelle passate stagioni. Come sponsor tecnico viene confermata, per la sesta stagione consecutiva, l'azienda Zeus.
La prima maglia rimane fedele come sempre ai colori sociali, rosso e blu, ma a differenza della passata stagione propone un disegno fresco e innovativo. Il blu occupa un intero pannello, corrispondente all'area del petto e continua triforcandosi in tre righe verticali; il rosso invece è presente sui fianchi e sulle maniche, con chiusura circolare rossoblù, nonché va a formare due strisce frontali, che iniziano non in maniera lineare ma, al contrario, sono tagliate obliquamente e sono speculari tra loro. Da segnalare che sul pannello blu Zeus ha inserito una personalizzazione ad hoc per il club Pitagorico e cioè la serigrafia dello squalo, il simbolo del Crotone. Se frontalmente la maglia è innovativa, sul retro essa ritorna nei canoni della classicità con la presenza di 5 righe, tutte uguali tra loro, di cui tre blu e due rosse. Troviamo comunque un richiamo alla parte anteriore con la presenza di un riquadro sulle spalle nel quale è applicato il nome dei giocatori. Inoltre, sopra il nome, il brand campano ha inserito nuovamente le tre lettere in caratteri arcaici greci, tradotte in KRO, corrispondente all'acronimo della città di Crotone nonché presente sul gonfalone cittadino. Il colletto è a girocollo ma la chiusura è costituita da una V con un inserto rosso. La divisa casalinga si abbina ai pantaloncini blu con inserti rossi e ai calzettoni in due varianti rossoblù, a hoops oppure divisi a metà tra fronte e retro.
Per la divisa da trasferta Zeus ha riproposto il template di quella casalinga, cambiandone i colori. Frontalmente troviamo il pannello sul petto presente anche sulla prima maglia, bianco questa volta, dal quale partono cinque righe speculari: le più alte ed esterne blu, le seguenti intermedie bianche e l'unica centrale, che fa da perno per la specularità, rossa. Il retro è total white con l'aggiunta del numero blu e del nome rosso. Sempre presente l'acronimo greco sotto il colletto. Proprio il colletto è a girocollo con chiusura a V con fantasia rossa e blu. Il kit da trasferta si completa poi con i pantaloncini bianchi, chiusi da un inserto blu sulla gamba destra e da un rosso sulla sinistra. I calzettoni sono bianchi con una serie di righine rossoblù e lo stemma societario all'altezza della tibia.
Per la storica sfida di Coppa Italia contro il Milan, i calabresi sfoggiano una seconda maglia celebrativa, che riporta la data, il luogo della sfida e il nome delle due compagini. La scritta ricamata per celebrare l’evento è collocata in alto a destra sul petto dei giocatori.
La terza maglia si discosta totalmente dalle prime due divise ed è caratterizzata dal colore giallo fluo; la tonalità vivace non è una novità poiché era stato già proposta nella scorsa stagione. Zeus ha optato per un forte richiamo ai colori sociali, inserendo due strisce oblique blu e rosse che partono dalla spalla sinistra e finiscono sul fianco destro. Il blu è presente negli inserti verticali sui fianchi, sul colletto a polo e sull'orlo delle maniche insieme al rosso. In blu sono pure i pantaloncini, che a loro volta si chiudono con un inserto rosso e giallo. Infine il kit è al completo con i calzettoni gialli. La terza divisa viene utilizzata spesso e volentieri anche dai portieri.
| Casa | Casa (2) | Trasferta | Trasferta (2) | Trasferta (3) | Terza divisa | Terza divisa (2) | 1ª Portiere | 2ª portiere | 3ª portiere | 4ª portiere |

## Rosa
La rosa è tratta dal sito ufficiale della squadra.
| N. |                           | Ruolo | Calciatore                        |
| -- | ------------------------- | ----- | --------------------------------- |
| 1  | Italia (bandiera)         | P     | Alex Cordaz                       |
| 2  | Romania (bandiera)        | C     | Adrian Stoian                     |
| 3  | Brasile (bandiera)        | D     | Claiton (capitano)                |
| 4  | Italia (bandiera)         | C     | Antonio Galardo                   |
| 5  | Italia (bandiera)         | D     | Michele Cremonesi                 |
| 6  | Costa d'Avorio (bandiera) | D     | Eloge Yao                         |
| 7  | Italia (bandiera)         | A     | Federico Ricci                    |
| 8  | Romania (bandiera)        | D     | Mihai Bălașa                      |
| 9  | Italia (bandiera)         | A     | Nunzio Di Roberto                 |
| 9  | Spagna (bandiera)         | A     | Mamadou Tounkara                  |
| 10 | Italia (bandiera)         | C     | Pietro De Giorgio (vice capitano) |
| 11 | Italia (bandiera)         | A     | Giuseppe Torromino                |
| 12 | Italia (bandiera)         | P     | Luca Maniero                      |
| 13 | Italia (bandiera)         | D     | Gian Marco Ferrari                |
| 14 | Italia (bandiera)         | A     | Raffaele Palladino                |
| 14 | Italia (bandiera)         | D     | Cristian Riggio                   |
| 15 | Italia (bandiera)         | C     | Davide Leto                       |
| 16 | Italia (bandiera)         | D     | Manuel Nicoletti                  |
| 17 | Croazia (bandiera)        | A     | Ante Budimir                      |

| N. |                    | Ruolo | Calciatore            |
| -- | ------------------ | ----- | --------------------- |
| 17 | Italia (bandiera)  | D     | Mirko Esposito        |
| 18 | Italia (bandiera)  | C     | Andrea Barberis       |
| 19 | Italia (bandiera)  | C     | Matteo Paro           |
| 20 | Italia (bandiera)  | C     | Aniello Salzano       |
| 21 | Italia (bandiera)  | D     | Iacopo Galli          |
| 22 | Italia (bandiera)  | P     | Marco Festa           |
| 23 | Italia (bandiera)  | D     | Francesco Modesto     |
| 24 | Italia (bandiera)  | D     | Bruno Martella        |
| 24 | Italia (bandiera)  | A     | Andrea Tripicchio     |
| 25 | Italia (bandiera)  | C     | Alessio Sabbione      |
| 27 | Italia (bandiera)  | D     | Giuseppe Zampano      |
| 28 | Italia (bandiera)  | C     | Leonardo Capezzi      |
| 29 | Italia (bandiera)  | C     | Nicolò Fazzi          |
| 29 | Italia (bandiera)  | A     | Marco Firenze         |
| 30 | Italia (bandiera)  | D     | Luca Bruno            |
| 32 | Uruguay (bandiera) | A     | Juan Delgado Martínez |
| 33 | Italia (bandiera)  | P     | Aniello Viscovo       |
| 34 | Spagna (bandiera)  | D     | Pol García            |

## Calciomercato

### Sessione estiva (dal 1/7 al 31/8)
| Acquisti | Acquisti         | Acquisti       | Acquisti   |
| R.       | Nome             | da             | Modalità   |
| -------- | ---------------- | -------------- | ---------- |
| P        | Alex Cordaz      | Parma          | definitivo |
| P        | Marco Festa      | Mantova        | definitivo |
| P        | Luca Maniero     | Pordenone      | definitivo |
| D        | Luca Bruno       | Brescia        | definitivo |
| D        | Mihai Bălașa     | Roma           | prestito   |
| D        | Mirko Esposito   | Parma          | definitivo |
| D        | Eloge Yao        | Inter          | prestito   |
| C        | Andrea Barberis  | Varese         | definitivo |
| C        | Iacopo Galli     | Pontedera      | definitivo |
| C        | Alessio Sabbione | Carpi          | prestito   |
| C        | Matteo Paro      | Mantova        | definitivo |
| C        | Leonardo Capezzi | Fiorentina     | prestito   |
| A        | Adrian Stoian    | Chievo         | definitivo |
| A        | Ante Budimir     | St. Pauli      | prestito   |
| A        | Federico Ricci   | Roma           | prestito   |
| A        | Marco Firenze    | Sestri Levante | definitivo |
| A        | Mamadou Tounkara | Lazio          | prestito   |

| Cessioni | Cessioni           | Cessioni       | Cessioni      |
| R.       | Nome               | a              | Modalità      |
| -------- | ------------------ | -------------- | ------------- |
| P        | Emanuele Concetti  | Vigor Lamezia  | definitivo    |
| D        | Marco Cane         | Barletta       | fine prestito |
| D        | Mirko Esposito     | Paganese       | prestito      |
| D        | Ravy Tsouka        | Paganese       | prestito      |
| C        | Raffaele Maiello   | Napoli         | definitivo    |
| C        | Giovanni Foresta   | Catanzaro      | prestito      |
| C        | Cristian Barillari | Catanzaro      | prestito      |
| C        | Tomislav Šarić     | Osijek         | prestito      |
| C        | Antonio Galardo    |                | fine carriera |
| C        | Jacopo Dezi        | Napoli         | definitivo    |
| C        | Vitor Saba         | Kallonī        | definitivo    |
| A        | Camillo Ciano      | Cesena         | definitivo    |
| A        | Davide Voltan      | Bassano Virtus | prestito      |

### Trasferimenti tra le due sessioni
| Acquisti | Acquisti           | Acquisti | Acquisti   |
| R.       | Nome               | da       | Modalità   |
| -------- | ------------------ | -------- | ---------- |
| A        | Juan Delgado       | Fénix    | definitivo |
| A        | Raffaele Palladino | Parma    | definitivo |

### Sessione invernale (dal 4/1 al 1/2)
| Acquisti | Acquisti          | Acquisti       | Acquisti   |
| R.       | Nome              | da             | Modalità   |
| -------- | ----------------- | -------------- | ---------- |
| D        | Pol García        | Juventus       | prestito   |
| C        | Nicolò Fazzi      | Virtus Entella | prestito   |
| A        | Nunzio Di Roberto | Pro Vercelli   | definitivo |

| Cessioni | Cessioni         | Cessioni  | Cessioni      |
| R.       | Nome             | a         | Modalità      |
| -------- | ---------------- | --------- | ------------- |
| D        | Luca Bruno       | L'Aquila  | prestito      |
| A        | Mamadou Tounkara | Lazio     | fine prestito |
| A        | Marco Firenze    | Catanzaro | prestito      |

## Risultati

### Serie B

#### Girone di andata
| Arbitro: | Sacchi (Macerata) |

|                                             |           |  |
| Farias 27’ Deiola 61’ Sau 67’ Giannetti 78’ | Marcatori |  |

| Arbitro: | Ros (Pordenone) |

|                             |           |               |
| Torromino 88’ Budimir 90+2’ | Marcatori | 34’ Gălăbinov |

| Perugia 19 settembre 2015, ore 15:00 CEST 3ª giornata | Perugia          | 0 – 0 referto | Crotone | Stadio Renato Curi (9 039 spett.)\| Arbitro: \| Abisso[112] (Palermo) \| |
| Arbitro:                                              | Abisso (Palermo) |               |         |                                                                          |

| Arbitro: | Maresca (Napoli) |

|                                                       |           |             |
| Tounkara 2’ Stoian 21’ Salzano 60’ (rig.) Budimir 76’ | Marcatori | 26’ Sansone |

| Arbitro: | Marini (Roma 1) |

|  |           |                      |
|  | Marcatori | 42’ Stoian 90+2’ Yao |

| Arbitro: | Pairetto (Nichelino) |

|                                                |           |  |
| Stoian 12’ Ricci 19’, 47’ Torromino 72’ (rig.) | Marcatori |  |

| Vicenza 10 ottobre 2015, ore 15:00 CEST 7ª giornata | Vicenza             | 0 – 0 referto | Crotone | Stadio Romeo Menti (8 006 spett.)\| Arbitro: \| Di Paolo (Avezzano) \| |
| Arbitro:                                            | Di Paolo (Avezzano) |               |         |                                                                        |

| Arbitro: | Manganiello (Pinerolo) |

|                                      |           |  |
| Bălașa 36’ Torromino 66’ Capezzi 84’ | Marcatori |  |

| Arbitro: | Abisso (Palermo) |

|  |           |                    |
|  | Marcatori | 24’ (rig.) Budimir |

| Arbitro: | Serra (Torino) |

|           |           |           |
| Ricci 43’ | Marcatori | 87’ Abate |

| Arbitro: | Pinzani (Empoli) |

|                                           |           |             |
| Memushaj 16’ Lapadula 41’ 47’ Caprari 59’ | Marcatori | 67’ Claiton |

| Arbitro: | Nasca (Bari) |

|                                   |           |             |
| Zampano 43’ Ricci 60’ Budimir 77’ | Marcatori | 83’ Insigne |

| Arbitro: | La Penna (Roma 1) |

|             |           |           |
| Piccolo 86’ | Marcatori | 19’ Ricci |

| Arbitro: | Rapuano (Rimini) |

|                                         |           |  |
| Barberis 66’ Budimir 75’ Sabbione 90+1’ | Marcatori |  |

| Arbitro: | Baracani (Firenze) |

|  |           |                   |
|  | Marcatori | 13’ (rig.) Stoian |

| Arbitro: | Chiffi (Padova) |

|                        |           |  |
| Budimir 58’ Bălașa 75’ | Marcatori |  |

| Arbitro: | Abbattista (Molfetta) |

|  |           |             |
|  | Marcatori | 87’ Budimir |

| Arbitro: | Manganiello (Pinerolo) |

|             |           |  |
| Budimir 74’ | Marcatori |  |

| Arbitro: | Abisso (Palermo) |

|                         |           |                              |
| Esposito 30’ Acosty 90’ | Marcatori | 67’ (rig.) Ricci 84’ Budimir |

| Crotone 23 dicembre 2015, ore 20:30 CET 20ª giornata | Crotone           | 0 – 0 referto | Trapani | Stadio Ezio Scida (8 600 spett.)\| Arbitro: \| Ghersini (Genova) \| |
| Arbitro:                                             | Ghersini (Genova) |               |         |                                                                     |

| Arbitro: | Aureliano (Bologna) |

|             |           |                         |
| Masucci 27’ | Marcatori | 9’ Martella 24’ Capezzi |

#### Girone di ritorno
| Arbitro: | Maresca (Napoli) |

|                                   |           |            |
| Budimir 2’ Martella 45’ Ricci 74’ | Marcatori | 21’ Farias |

| Arbitro: | Abbattista (Molfetta) |

|  |           |           |
|  | Marcatori | 34’ Ricci |

| Arbitro: | Chiffi (Padova) |

|             |           |                       |
| Zampano 42’ | Marcatori | 52’ Bianchi 61’ Volta |

| Arbitro: | Pasqua (Tivoli) |

|                                |           |                                         |
| Maniero 53’ De Luca 65’ (rig.) | Marcatori | 3’ Martella 85’ Torromino 90+2’ Budimir |

| Arbitro: | Ros (Pordenone) |

|             |           |                   |
| Budimir 79’ | Marcatori | 9’ (aut.) Budimir |

| Arbitro: | Ghersini (Genova) |

|          |           |            |
| Coda 42’ | Marcatori | 21’ Stoian |

| Arbitro: | Sacchi (Macerata) |

|                                |           |  |
| Ricci 39’ Budimir 90+5’ (rig.) | Marcatori |  |

| Livorno 1º marzo 2016, ore 20:30 CET 29ª giornata | Livorno        | 0 – 0 referto | Crotone | Stadio Armando Picchi (5 577 spett.)\| Arbitro: \| Saia (Palermo) \| |
| Arbitro:                                          | Saia (Palermo) |               |         |                                                                      |

| Arbitro: | La Penna (Roma 1) |

|                    |           |  |
| Palladino 27’, 74’ | Marcatori |  |

| Arbitro: | Abisso (Palermo) |

|                                        |           |  |
| Mazzitelli 35’ Embalo 57’ Morosini 71’ | Marcatori |  |

| Arbitro: | Maresca (Napoli) |

|                                                  |           |                                  |
| Claiton 5’ Palladino 16’ Zampano 29’ Ferrari 53’ | Marcatori | 27’ Lapadula 66’ (rig.) Memushaj |

| Avellino 26 marzo 2016, ore 15:00 CEST 33ª giornata | Avellino               | 0 – 0 referto | Crotone | Stadio Partenio - Adriano Lombardi (6 500 spett.)\| Arbitro: \| Manganiello (Pinerolo) \| |
| Arbitro:                                            | Manganiello (Pinerolo) |               |         |                                                                                           |

| Arbitro: | Pezzuto (Lecce) |

|                    |           |  |
| Budimir 52’ (rig.) | Marcatori |  |

| Arbitro: | Saia (Palermo) |

|              |           |                          |
| Falletti 47’ | Marcatori | 6’ García Tena 77’ Ricci |

| Crotone 15 aprile 2016, ore 19:00 CEST 36ª giornata | Crotone           | 0 – 0 referto | Spezia | Stadio Ezio Scida (9 229 spett.)\| Arbitro: \| Sacchi (Macerata) \| |
| Arbitro:                                            | Sacchi (Macerata) |               |        |                                                                     |

| Arbitro: | Abbattista (Molfetta) |

|                |           |             |
| Ciano 17’, 33’ | Marcatori | 62’ Budimir |

| Arbitro: | Baracani (Firenze) |

|                         |           |  |
| Modesto 25’ Budimir 44’ | Marcatori |  |

| Arbitro: | Pinzani (Empoli) |

|           |           |                      |
| Luppi 17’ | Marcatori | 44’ (rig.) Palladino |

| Arbitro: | Candussio (Cervignano del Friuli) |

|           |           |            |
| Ricci 32’ | Marcatori | 44’ Brosco |

| Arbitro: | Martinelli (Roma 2) |

|                                             |           |  |
| Perticone 42’ Scognamiglio 66’ De Cenco 76’ | Marcatori |  |

| Arbitro: | Minelli (Varese) |

|               |           |  |
| Torromino 37’ | Marcatori |  |

### Secondo Turno
| Arbitro: | Illuzzi (Molfetta) |

|                |           |  |
| De Giorgio 45’ | Marcatori |  |

### Terzo Turno
| Arbitro: | Celi (Bari) |

|             |           |  |
| Claiton 41’ | Marcatori |  |

### Quarto Turno
| Arbitro: | Fabbri (Ravenna) |

|                                                |           |             |
| Luiz Adriano 47’ Bonaventura 105+1’ Niang 115’ | Marcatori | 68’ Budimir |

## Statistiche

### Statistiche di squadra
| Competizione | Punti        | In casa | In casa | In casa | In casa | In casa | In casa | In trasferta | In trasferta | In trasferta | In trasferta | In trasferta | In trasferta | Totale | Totale | Totale | Totale | Totale | Totale | DR   |
| Competizione | Punti        | G       | V       | N       | P       | Gf      | Gs      | G            | V            | N            | P            | Gf           | Gs           | G      | V      | N      | P      | Gf     | Gs     | DR   |
| ------------ | ------------ | ------- | ------- | ------- | ------- | ------- | ------- | ------------ | ------------ | ------------ | ------------ | ------------ | ------------ | ------ | ------ | ------ | ------ | ------ | ------ | ---- |
| Serie B      | 82           | 21      | 15      | 5       | 1       | 41      | 11      | 21           | 8            | 8            | 5            | 20           | 25           | 42     | 24     | 13     | 6      | 61     | 36     | + 25 |
| Coppa Italia | Quarto turno | 2       | 2       | 0       | 0       | 2       | 0       | 1            | 0            | 0            | 1            | 1            | 3            | 3      | 2      | 0      | 1      | 3      | 3      | 0    |
| Totale       | 82           | 23      | 17      | 5       | 1       | 43      | 11      | 22           | 8            | 8            | 6            | 21           | 28           | 45     | 26     | 13     | 7      | 64     | 39     | + 25 |

### Andamento in campionato
| Giornata  | 1  | 2  | 3  | 4 | 5 | 6 | 7 | 8 | 9 | 10 | 11 | 12 | 13 | 14 | 15 | 16 | 17 | 18 | 19 | 20 | 21 | 22 | 23 | 24 | 25 | 26 | 27 | 28 | 29 | 30 | 31 | 32 | 33 | 34 | 35 | 36 | 37 | 38 | 39 | 40 | 41 | 42 |
| --------- | -- | -- | -- | - | - | - | - | - | - | -- | -- | -- | -- | -- | -- | -- | -- | -- | -- | -- | -- | -- | -- | -- | -- | -- | -- | -- | -- | -- | -- | -- | -- | -- | -- | -- | -- | -- | -- | -- | -- | -- |
| Luogo     | T  | C  | T  | C | T | C | T | C | T | C  | T  | C  | T  | C  | T  | C  | T  | C  | T  | C  | T  | C  | T  | C  | T  | C  | T  | C  | T  | C  | T  | C  | T  | C  | T  | C  | T  | C  | T  | C  | T  | C  |
| Risultato | P  | V  | N  | V | V | V | N | V | V | N  | P  | V  | N  | V  | V  | V  | V  | V  | N  | N  | V  | V  | V  | P  | V  | N  | N  | V  | N  | V  | P  | V  | N  | V  | V  | N  | P  | V  | N  | N  | P  | V  |
| Posizione | 21 | 14 | 13 | 5 | 5 | 2 | 2 | 1 | 1 | 1  | 3  | 2  | 2  | 2  | 2  | 1  | 1  | 1  | 1  | 2  | 2  | 1  | 1  | 2  | 2  | 2  | 2  | 2  | 1  | 1  | 1  | 1  | 1  | 1  | 1  | 1  | 1  | 1  | 1  | 1  | 2  | 2  |

Fonte:  Risultati e calendario - Campionato Serie B, su legab.it. URL consultato il 28 agosto 2015 (archiviato dall'url originale il 14 gennaio 2016).
Legenda:

Luogo: C = Casa; T = Trasferta. Risultato: V = Vittoria; N = Pareggio; P = Sconfitta.

### Statistiche dei giocatori
In corsivo i giocatori ceduti a stagione in corso.
| Giocatore     | Serie B  | Serie B | Serie B     | Serie B    | Coppa Italia | Coppa Italia | Coppa Italia | Coppa Italia | Totale   | Totale | Totale      | Totale     |
| Giocatore     | Presenze | Reti    | Ammonizioni | Espulsioni | Presenze     | Reti         | Ammonizioni  | Espulsioni   | Presenze | Reti   | Ammonizioni | Espulsioni |
| ------------- | -------- | ------- | ----------- | ---------- | ------------ | ------------ | ------------ | ------------ | -------- | ------ | ----------- | ---------- |
| M. Bălașa     | 10       | 2       | 3           | 1          | 2            | 0            | 1            | 0            | 12       | 2      | 4           | 1          |
| A. Barberis   | 11       | 1       | 2           | 0          | 3            | 0            | 0            | 0            | 14       | 1      | 2           | 0          |
| L. Bruno      | -        | -       | -           | -          | -            | -            | -            | -            | -        | -      | -           | -          |
| A. Budimir    | 17       | 7       | 4           | 0          | 1            | 1            | 0            | 0            | 18       | 8      | 4           | 0          |
| L. Capezzi    | 17       | 1       | 5           | 0          | -            | -            | -            | -            | 17       | 1      | 5           | 0          |
| A. Cordaz     | 18       | -13     | 1           | 0          | 3            | 0            | 0            | 0            | 21       | -13    | 1           | 0          |
| M. Cremonesi  | 3        | 0       | 2           | 0          | 1            | 0            | 0            | 0            | 4        | 0      | 2           | 0          |
| J. Delgado    | -        | -       | -           | -          | -            | -            | -            | -            | -        | -      | -           | -          |
| P. De Giorgio | 11       | 0       | 3           | 0          | 3            | 1            | 0            | 0            | 14       | 1      | 3           | 0          |
| N. Di Roberto | -        | -       | -           | -          | -            | -            | -            | -            | -        | -      | -           | -          |
| M. Esposito   | -        | -       | -           | -          | -            | -            | -            | -            | -        | -      | -           | -          |
| N. Fazzi      | -        | -       | -           | -          | -            | -            | -            | -            | -        | -      | -           | -          |
| G. Ferrari    | 18       | 0       | 2           | 0          | 3            | 0            | 1            | 0            | 21       | 0      | 3           | 0          |
| M. Festa      | -        | -       | -           | -          | -            | -            | -            | -            | -        | -      | -           | -          |
| M. Firenze    | 2        | 0       | 0           | 0          | -            | -            | -            | -            | 2        | 0      | 0           | 0          |
| A. Galardo    | -        | -       | -           | -          | 1            | 0            | 0            | 0            | 1        | 0      | 0           | 0          |
| I. Galli      | 2        | 0       | 0           | 0          | 1            | 0            | 0            | 0            | 3        | 0      | 0           | 0          |
| P. García     | -        | -       | -           | -          | -            | -            | -            | -            | -        | -      | -           | -          |
| E. Yao        | 17       | 1       | 1           | 0          | 3            | 0            | 0            | 0            | 20       | 1      | 1           | 0          |
| D. Leto       | -        | -       | -           | -          | -            | -            | -            | -            | -        | -      | -           | -          |
| Claiton       | 18       | 1       | 4           | 0          | 2            | 1            | 1            | 0            | 20       | 2      | 5           | 0          |
| L. Maniero    | -        | -       | -           | -          | -            | -            | -            | -            | -        | -      | -           | -          |
| B. Martella   | 16       | 0       | 2           | 0          | 3            | 0            | 1            | 0            | 19       | 0      | 3           | 0          |
| F. Modesto    | 5        | 0       | 4           | 0          | 1            | 0            | 1            | 0            | 6        | 0      | 5           | 0          |
| M, Nicoletti  | -        | -       | -           | -          | -            | -            | -            | -            | -        | -      | -           | -          |
| R. Palladino  | 2        | 0       | 0           | 0          | 1            | 0            | 0            | 0            | 3        | 0      | 0           | 0          |
| M. Paro       | 5        | 0       | 2           | 0          | 2            | 0            | 0            | 0            | 7        | 0      | 2           | 0          |
| F. Ricci      | 14       | 5       | 4           | 1          | 2            | 0            | 0            | 0            | 16       | 5      | 4           | 1          |
| C. Riggio     | -        | -       | -           | -          | -            | -            | -            | -            | -        | -      | -           | -          |
| A. Sabbione   | 4        | 1       | 1           | 0          | -            | -            | -            | -            | 4        | 1      | 1           | 0          |
| A. Salzano    | 10       | 1       | 5           | 1          | 2            | 0            | 0            | 0            | 12       | 1      | 5           | 1          |
| A. Stoian     | 16       | 4       | 3           | 0          | 1            | 0            | 0            | 0            | 17       | 4      | 3           | 0          |
| M. Tounkara   | 7        | 1       | 3           | 0          | 2            | 0            | 1            | 0            | 9        | 1      | 4           | 0          |
| G. Torromino  | 10       | 3       | 2           | 0          | 3            | 0            | 0            | 0            | 13       | 3      | 2           | 0          |
| A. Tripicchio | -        | -       | -           | -          | -            | -            | -            | -            | -        | -      | -           | -          |
| A. Viscovo    | -        | -       | -           | -          | -            | -            | -            | -            | -        | -      | -           | -          |
| G. Zampano    | 15       | 1       | 2           | 0          | 2            | 0            | 0            | 0            | 17       | 1      | 2           | 0          |

## Giovanili

### Organigramma
Dal sito ufficiale della società
Primavera
- Allenatore: Giuseppe Tortora
- Collaboratore Tecnico: Salvatore Melfi
- Preparatore Atletico: Fabio Errigo
- Preparatore Portieri: Francesco Scandale
- Massaggiatore: Stanislao Nudo
- Team Manager: Giuseppe Martino, Augusto Nebbioso

Allievi
- Allenatore: Francesco Lomonaco
- Collaboratore Tecnico: Francesco Maiolo
- Preparatore Atletico: Tommaso Dell'Apa
- Preparatore Portieri: Alessandro Marino
- Massaggiatore: Francesco Proietto
- Team Manager: Angelo Vincenzo Quinteri

Giovanissimi
- Allenatore: Luigi Miccio
- Preparatore Atletico: Salvatore Sansone
- Preparatore Portieri: Carmine Tortora
- Team Manager: Giuseppe Barbuto
- Presidente Onorario del Settore Giovanile: Francesco Sestito
- Medici Sociali: Massimo Bisceglia, Massimo Terra